# Kasztaniaki
Kasztaniaki – polski serial animowany.

## Obsada
- Lektorzy: Marek Kondrat, Jacek Chmielnik, Tomasz Kozłowicz
- Martyna Gierłowska
- Paulina Przybylska
- Marcin Raczkiewicz

## Opis bajki
Pod kasztanowcem żyją dwa kasztanowe ludki: Pękatek i Tutek. Bracia odkrywają przed nami tajemnice przyrody i zwyczaje zwierząt leśnych. Przyjaźnią się z wiewiórką, ropuchą, dżdżownicą. Przeżywają wiele zabawnych i często też niezwykłych przygód. Dzięki Pękatkowi i Tutkowi poznajemy pory roku, dowiadujemy się, jak niektóre zwierzęta leśne przygotowują się do zimy.